# Philipp Casimir Krafft

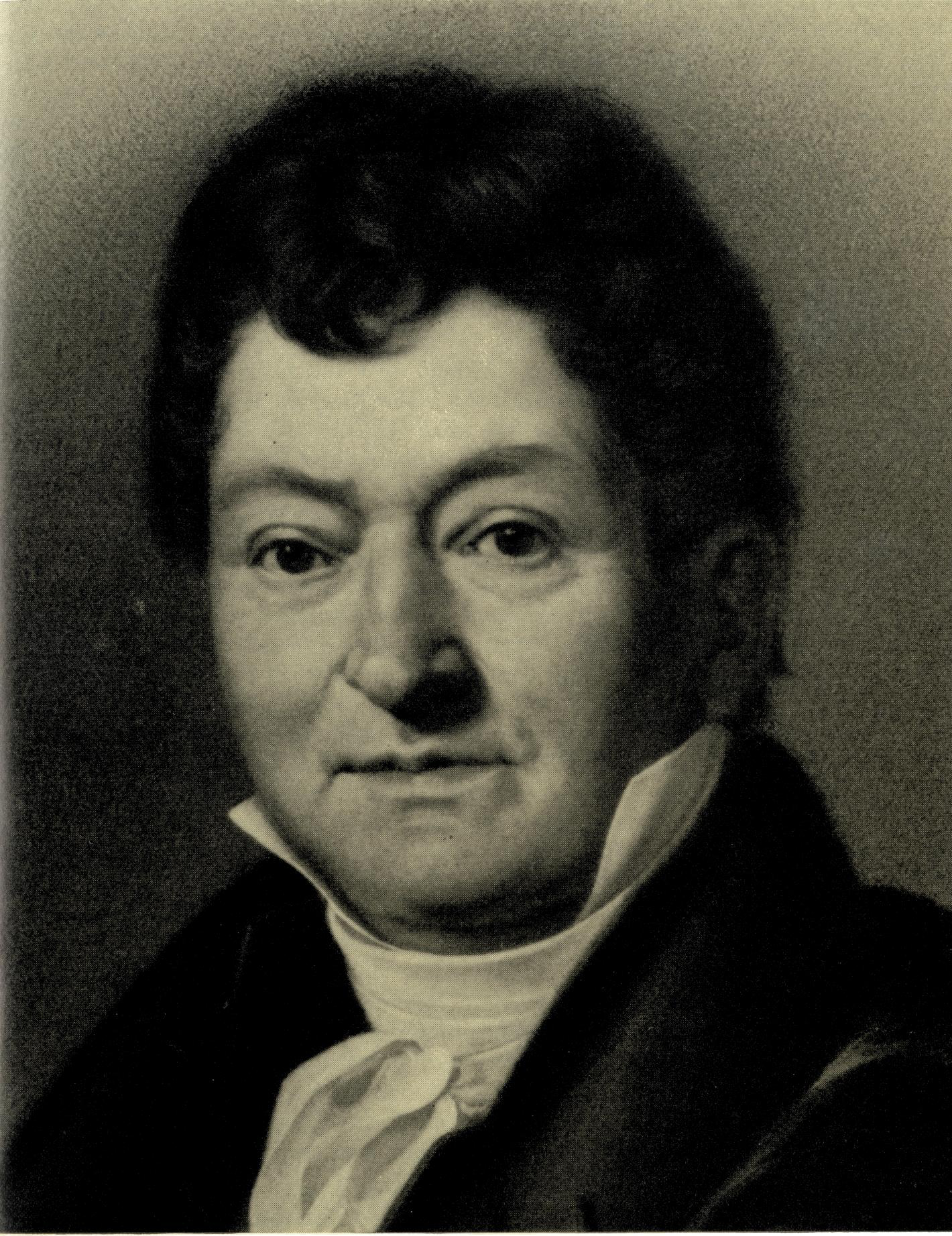
Philipp Casimir Krafft

Philipp Casimir Krafft (* 5. April 1773 in Kaiserslautern; † 12. Mai 1836 in Offenbach am Main) war ein deutscher Tabakfabrikant und Landtagsabgeordneter.

## Leben
Philipp Casimir Krafft war Tabak- und Zigarren-Fabrikant in Offenbach. 1821 bis 1836 war er Gründungspräsident der Industrie- und Handelskammer Offenbach. Er kaufte 1812 das ehemalige Stromersche und 1512 von Jakob Welser umgebaute Haus in der Theresienstraße 7 in Nürnberg von der Familie von Pfinzing.
Krafft wurde 1820 für den Wahlbezirk Stadt Offenbach in die zweite Kammer der Landstände des Großherzogtums Hessen gewählt und gehörte der Kammer bis 1824 an.
Er ist auf dem Alten Friedhof Offenbach begraben.

## Familie
Philipp Casimir Krafft, der evangelischer Konfession war, heiratete Louise Christiane geborene Heintz, die Tochter des Andreas Heinz und der Maria Catharina Koch. Aus der Ehe gingen folgende Kinder hervor:
- Philipp Casimir Krafft (1799–1850), Kaufmann, Tabakfabrikant, heiratete Maria Caroline Elise Platner, Tochter von Georg Zacharias Platner
- Carl Krafft (1800–1864), Zigarrenfabrikant
- Auguste Christiane Friederike Bastian, geb. Krafft (1803–1873), heiratete den Kaufmann in Bremen Hermann Theodor Bastian,
- Emilie Louise Rosine d’Orville, geb. Krafft (1810–1880), heiratete den Tabakfabrikanten Adolf Heinrich d’Orville

Seit dem Jahre 2016 zeigt das Haus der Stadtgeschichte (Offenbach am Main) zwei renovierte Porträts der Eheleute Kraft aus den 1840er Jahren, die 2014 auf einer Auktion angekauft worden waren.